# Lynetta Kizer
Lynetta Kizer (Woodbridge, 4 aprile 1990) è una cestista statunitense naturalizzata bosniaca, professionista nella WNBA.

## Carriera
È stata selezionata dalle Tulsa Shock al terzo giro del Draft WNBA 2012 (29ª scelta assoluta).
Con gli Stati Uniti ha disputato le Universiadi di Shenzhen 2011.